# Heterolocha chrysoides
Heterolocha chrysoides är en fjärilsart som beskrevs av Eugen Wehrli 1937. Heterolocha chrysoides ingår i släktet Heterolocha och familjen mätare. Inga underarter finns listade i Catalogue of Life.